# La Majahua, Tampico Alto
La Majahua är en ort i Mexiko.   Den ligger i kommunen Tampico Alto och delstaten Veracruz, i den sydöstra delen av landet, 300 km nordost om huvudstaden Mexico City. La Majahua ligger 5 meter över havet och antalet invånare är 381.
Terrängen runt La Majahua är mycket platt. Havet är nära La Majahua åt sydväst. Runt La Majahua är det glesbefolkat, med 10 invånare per kvadratkilometer. La Majahua är det största samhället i trakten. 